# 泛靈論
泛靈論（英語：Animism，也稱萬物有靈論，“呼吸、靈魂、生命”之義）是種信仰，認為所有物體、地點和生物都具有獨特的精神本質。泛靈論認為所有事物 - 動物、植物、岩石、河流、天氣系統、人類創作，甚至是文字，都可能具有生命，是活的。在宗教人類學中，尤其是與相對較晚近的制度性宗教做對比時，會把許多原住民的信仰體系冠上這種名詞。泛靈論所關注的是形而上的宇宙，特別著重屬於靈魂這種非物質的概念。
雖然每種文化都有自己的神話和儀式，但泛靈論是種描述各地原人民“精神”或“超自然”觀點中最常見的基本脈絡。由於泛靈論的觀點廣泛受到大多數原住民的抱持和傳承，但他們的語言中甚至沒與“泛靈論”（甚至是“宗教”）對應的名稱；這個名詞是人類學上主位與客位觀點之下的產物。
由於有民族語言學和文化上的巨大差異，有關泛靈論指的是世界各地原住民共同的祖傳經驗模式，還是其本身已是種的成熟宗教，至今仍未達成一致的看法。目前公認的泛靈論定義是由英國人類學家愛德華·伯內特·泰勒爵士在19世紀後期（1871年）所提出。這種觀念“如果不是人類第一種，也是最早發生的人類學概念之一”。
泛靈論追隨者相信所有物質現像都有介質，精神和實體（或物質）世界之間並未有絕對的區別，不只是人類擁有靈魂、精神或感情，其他動物、植物、岩石，山脈或河流等地理現象，或自然環境的其他實體也同樣擁有（如各種水神列表、草木之神、樹靈等）。泛靈論會進一步對抽象概念，例如神話中的文字、神祇真名或是隱喻，賦予生命的力量。生活在非部落世界的有些人也認為自己是泛靈論者（如美國作家丹尼爾·奎因、奈及利亞裔英國雕塑家勞森·奧耶坎和許多新異教主義追隨者）。

## 詞源
愛德華·泰勒爵士最初想將這種現象描述為精神主義，但意識到這會與現代西方世界國家中存在的精神主義宗教相互混淆。他從德國科學家斯塔爾的著作中採用泛靈論（animism）這個名詞，斯塔爾於1708年創造animismus這個字。斯塔爾的生物學理論認為是靈魂產生生機，生命正常現象和異常現象（疾病）均可追溯是由精神原因所造成。
這個字首次在1819年的英語文獻中應用。

## “舊泛靈論”定義
早期的人類學觀點（後來被稱為舊泛靈論）所關注的是“活著”以及何種因素讓某物活著的知識。 舊泛靈論假設信仰者無法理解個人和客體之間差異。批評舊泛靈論的人指責這批人存有“殖民主義和心物二元論的世界觀和論調”。

### 愛德華·泰勒的定義

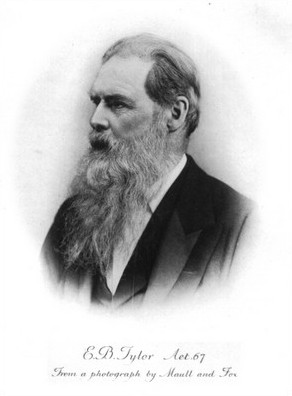
首先將泛靈論提出，作為人類學理論的愛德華·伯內特·泰勒爵士。

泛靈論的概念是由愛德華·泰勒爵士在他1871年的著作《原始文化》 中發展而起，他在書中將泛靈論定義為“關於靈魂和其他靈性實體的一般學說”。根據泰勒爵士的說法，這種信仰通常包括“一種普遍存在於自然界中的生命和意志概念”；一種認為人類以外的自然物體也有靈魂的信念。這種說法與奧古斯特·孔德所提的“拜物教”似乎並無不同，但時至今日，兩個名詞已具有皆然不同的含義。
對泰勒爵士來說，泛靈論所代表的是種最早的宗教形式，這種信仰處於一宗教進化的階段性框架之內，最終會導致人類完全拒絕宗教，轉而支持科學理性。對泰勒爵士而言，泛靈論根本上是種錯誤，是種所有宗教都由此基本錯誤中發展而來的過程。他不相信泛靈論本質上不合邏輯，他認為它源於早期人類的夢想和願景，因此是個理性的信仰系統。然而是種對現實本質所做的錯誤的、不科學觀察的結果。馬丁·斯金格（Martin D. Stringer）指出他閱讀《原始文化》之後，相信泰勒爵士比同時代的學者對“原始”人有更多的同理心，而且泰勒爵士表示不相信“野蠻”人的智力和西方世界的人有任何差異。
世上曾經存在“一種普遍模式的原始宗教”（無論是泛靈論、圖騰信仰，或是薩滿教）的想法已被英國考古學家蒂莫西·英索爾斥為“不成熟”和“錯誤”，他說“種種看法把現代宗教以及其所有的變體的複雜性排除，而這些複雜性是前者發生的先決條件”。

### 社會進化論
泰勒爵士對泛靈論的定義，是後來國際上律師、神學家和語言學家之間對“原始社會”性質日益激烈的辯論中的一個項目。這項辯論產生一門新的科學研究領域：人類學。到19世紀末，對於“原始社會”的正統觀念已經出現，但少有人類學家會接受這一定義。“在19世紀，不具有實際田野經驗的人類學家”認為，“原始社會”（一種進化範疇的分類）是按親屬關係排序，並通過各式婚姻交換而衍生為外婚制的親屬團體。這類人的信仰是泛靈論，相信自然物種和物體皆有靈魂。
在私有財產制度發展出來之後，這些親屬團體受到具有領土的邦國所取代。那些儀式和信仰隨著時間的推移，最終演變成各式“發達”的宗教。根據泰勒爵士的說法，當一個社會變得更加科學先進，社會中相信泛靈論的人就會變少。在他看來，任何現存關於靈魂或精神的意識形態，都是早期人類原始泛靈論的“倖存殘餘物”。

### 將泛靈論與圖騰信仰混為一談
在泰勒爵士提出泛靈論定義3年之後的1869年，愛丁堡律師約翰·弗格森·麥克倫南辯稱，拜物教中明顯具有的泛靈論思想，而引發一種他稱為圖騰信仰的崇拜方式。他認為這類信仰者相信他們與他們所崇拜的圖騰動物源自同一物種。“那些沒實際田野經驗的人類學家”（包括瑞士籍的約翰·雅各布·巴霍芬、猶太裔法國籍的艾彌爾·涂爾幹和奧地利籍的西格蒙德·佛洛伊德）隨後的辯論仍然集中在圖騰信仰而非泛靈論上，很少有人直接挑戰泰勒爵士的定義。人類學家“通常會避免泛靈論問題，甚至是這個名詞，而不是根據他們所有，新的及豐富的民族誌知識來重新審視這個流行的概念”。
根據英國人類學家蒂姆·英戈爾德的說法，泛靈論與圖騰信仰有相似之處，但不同點在於兩者所側重導致生命永垂不朽的精神實體，圖騰信仰者較典型地認為有個主要提供生命基礎的來源，例如土地或是祖先。某些原住民的信仰，如澳大利亞原住民，在他們的世界觀會更典型地是圖騰信仰，而像伊努特人則更典型地是泛靈論。
瑞士籍人類學家尚·皮亞傑從他針對兒童發展的研究中，提出兒童就有種與生俱來的泛靈論世界觀，他們會把無生命的物體擬人化，而到後來他們才從這種信念中跳脫。但美國人類學家瑪格麗特·米德根據自己在民族誌的研究而提出相反的觀點，認為孩子不是天生就有泛靈論世界觀，而是他們在接受社會教育時逐漸適應這種信仰。
福坦莫大學教授斯圖爾特·格思里（Stewart Guthrie）把泛靈論（或他喜歡稱之為“歸因”）視為一種有助生存的進化策略。他認為人類和其他動物都將無生命的物體視為具有潛在的生命，以此作為不時防範或有威脅的一種手段。但他提出的解釋並未涉及為何這種概念會成為信仰中心的問題。格思里在2000年提出“最普遍”的泛靈論概念就是“認為自然物體如石頭和樹木具有精神實體”。

## 非古老的“新泛靈論”定義
許多人類學家停止使用泛靈論這個名詞，認為此名詞與早期人類學理論和宗教論戰過於接近。然而具有這類信仰的團體（即原住民社區和自然崇拜者）也認同這個名詞，他們認為泛靈論恰當地描述他們自己的信仰，並且在某些情況下積極地認定自己為“泛靈論者”。因此，這個名詞受到各種學者重新採用，而以不同的方式使用，他們將重點放在了解信仰者如何對待其他生物，其中一些不是人類。格雷厄姆·哈維說，雖然“舊泛靈論”的定義存在問題，但泛靈論本身“作為與世界關聯的一種宗教和文化風格的批判性學術名詞，具有相當大的價值。”

### 哈洛威爾與奧吉布瓦族

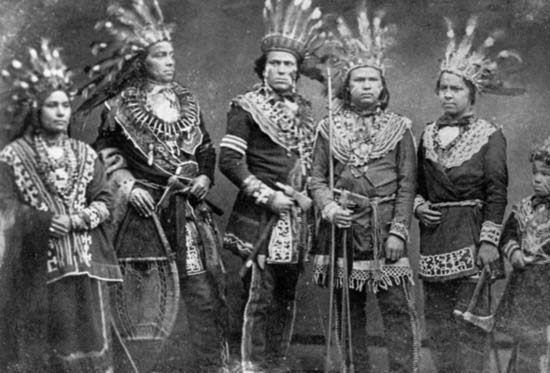
五位奧吉布瓦族頭目（攝於19世紀）。由於人類學家對於這個部落的研究，而發展出新泛靈論。

新泛靈論主要來自美國人類學家歐文·哈洛威爾發表的研究，這篇作品是根據他在20世紀中葉對加拿大奧吉布瓦族社區進行的民族誌研究而產生。對哈洛威爾所接觸的奧吉布瓦族，人格性並不需要具有人的形狀，而人類被認為與其他形體相同，例如包括岩石個體和熊個體。對奧吉布瓦族而言，這些都是有意識的形體，透過與別的形體互動而獲得意義和力量；通過恭敬地與其他形體互動，每個形體也學會“做個個體”。
哈洛威爾對奧吉布瓦族理解人格性的方法，與先前的泛靈論概念有很大的差異。他強調有必要通過與不同的世界觀進行對話，以挑戰現代主義的西方觀點。哈洛威爾的研究方式對於女性人類學家努里特·伯德-大衛的工作產生影響，努里特·伯德-大衛在1999年於學術期刊發表一篇文章，用來重新評估泛靈論思想。在同一期刊中包含有其他學者的七篇評論，對伯德-大衛的想法提出討論。

### 後現代人類學
有越來越多後現代人類學家參與泛靈論概念的研究。現代主義的特點是採用笛卡爾主義的主客二元論，將主觀與客觀、文化與自然分開。在現代主義者看來，泛靈論是科學主義的反面，因此有些人類學家認為所謂泛靈在本質上屬於無效。有些人類學家借鑒法國哲學家與人類學家布魯諾·拉圖爾的工作，質疑現代主義的假設，並認為所有社會仍繼續對其周圍世界具有“泛靈”的概念。與泰勒爵士的推理不同的是這種“泛靈論”被認為不僅是原始思想的殘餘而已。更具體地說，現代性的“泛靈論”具有人類的“專業亞文化”特徵，有能力把這類世界視為活動範圍中的一個獨立實體。
人類繼續與上述客觀世界的元素建立與個體（例如寵物、汽車或泰迪熊）間的關係，這些個體被當成是種主體。因此這些實體“被視為交流主體，而非現代主義者所感知的惰性物件”。這些研究方法的目的是避免現代主義假設，即環境由與人類世界截然有別的實體世界組成，以及現代主義者的概念，即人是由身體和靈魂截然有別的二元構成。
努里特·伯德-大衛認為：
對於“自然”、“生命”和“人格性”的意義採積極觀點，而對了解當時原住民概念的嘗試產生誤導。有人認為古典理論家把自己的現代主義自我觀念當作是“原始民族”的，同時斷言“原始民族”的“自我”觀念與現代主義者相同！
努里特·伯德-大衛解釋說，泛靈論是種“關係知識論”，而不是種失敗的原始推理。也就是說，泛靈論者的自我認同是基於他們與其他個體的關係，而不是截然的“自我”。與其是關注本質化的現代主義的自我（“個人（individual）”），人被視為整組社會關係的一份子（“個體（dividual）”），關係之中有時也把“超人類”（即非人類）包括在內。

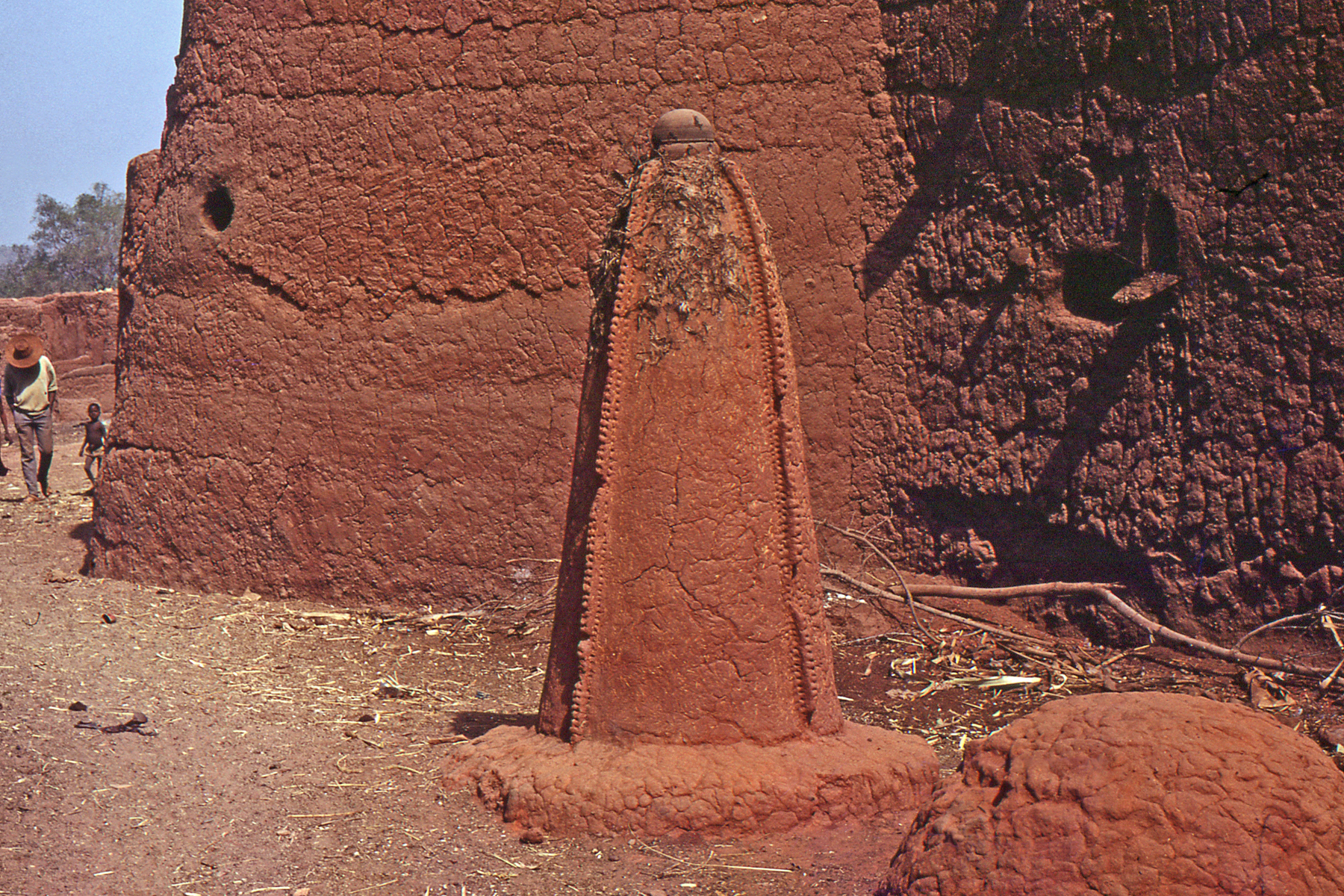
位於馬利莫普提區邦賈加拉鎮博若人村莊中的泛靈論祭壇（攝於1972年）。

斯圖爾特·格思里對伯德-大衛的泛靈論態度提出批評，認為她的觀點把“世界在很大程度上是我們對當地的想像所造就的”概念擴張。他認為這會導致人類學放棄採用“科學方法”。
蒂姆·英戈爾德像伯德-大衛一樣，認為泛靈論者並不認為自己與環境分離：
狩獵採集者通常不會將他們的自然環境視為是種必透過智力才能“掌握”的外部世界……事實上，在他們的思想和行為中，心智和自然相互分離並無立足之地。
丹麥籍人類學家阮·偉勒斯勒夫將此論點拓展，指出泛靈論者拒絕笛卡爾主義二元論，泛靈論者自我認同與世界一體，“同時可感到世界之內和之外，因此兩者在一密封的迴路中不斷地進出交替”。因此，泛靈論獵者意識到自己是人類獵人，但通過擬態，能夠抓住其獵物的觀點、感覺和感情，與其合而為一。依據這種觀點，薩滿教是種日常行為，透過模仿祖先和動物的行為來影響他們精神，就像獵人對待獵物一樣。

### 倫理和生態理解
美國文化生態學家和哲學家大衛·艾布拉姆以感官體驗的現象學為基礎，促進對泛靈論的倫理和生態理解。艾布拉姆在他的著作《感官咒語（Spell of the Sensuous）》和《成為動物（Becoming Animal）》中提出，物質事物在我們的直接感知體驗中從來都不是完全被動，而認為能感知到的事物會主動地“吸引我們的注意”或“喚起我們的注意”，驅使感知者持續參與這類事物。
他認為在未受干預的情況下，感官體驗本質上就是泛靈論，因為這種體驗揭示從一開始就具有生命力和自我組織的物質場。借鑒當代認知科學和自然科學，以及不同原住民口頭傳頌文化的透視世界觀，艾布拉姆提出一個豐富多元和以故事為基底的宇宙學，其中物質均有生命。他認為這樣的有相互關係的本體與我們自發的知覺經驗非常吻合。這種體驗把我們拉回到我們最原始的感官和感受領域，把人類與物質世界支持人類存在的動物、植物、土壤、山脈、水域和天氣型態等超越人類的領域，建立出更具備尊重和倫理的關係。
艾布拉姆與長期的西方社會科學做法（通常對泛靈論給予理性的解釋）站在不同的角度，發展出泛靈論的推理。他認為對於泛靈論，只有通過人類和他們自己的書面文字之間認真的體驗，才能維持文明化的理性。例如，當我們將目光轉向一頁或屏幕上的文字時，我們就會“看到它們在說什麼”，也就是說，這些文字似乎在對我們對話，就像蜘蛛、樹木、湍急的河流及被地衣包覆的巨石曾與我們的祖先交談過。對艾布拉姆來說，閱讀可被理解為一種高度專注的泛靈論，有效地超越我們曾經參與的所有其他、更古老和更自發的泛靈論參與模式。
以這種方式講述故事 - 提供對泛靈論的推理，而非用相反的做法，可顯示泛靈論是種更廣泛、更具包容性的名詞，同時口頭的、模仿經驗模式仍可提供支持一切文學和反思技術的基礎。當這種植根於身體的、參與的反思體驗模式完全未受承認，或未被察覺時，反思推理就會變得功能失調，無意中破壞維持它的有形的、感性的世界。

### 與“我與汝”概念的關係
格雷厄姆·哈維把泛靈論定義為“世界上到處均充斥各種個體，而其中只有一些是人類，且生活總是與其他個體建立關係”的信念。他補充說，因此“泛靈論關注於學習如何在尊重其他個體的關係中讓自己成為一個好個體”。
格雷厄姆·哈維在他的作品《當代泛靈論手冊（Handbook of Contemporary Animism，2013年）》中說明，相對於“我與它”的看法，泛靈論的觀點與馬丁·布伯的“《我與汝- 原作以德文撰寫，於1937年譯為英文。書中敘述生命的意義在於建立人際關係》”中所描述者相同。哈維說，在這樣的情況下，泛靈論者採取一種“我與汝”的態度與世界建立聯繫，其中的物體和動物被視為“汝”，而非無任何關係的“它”。

## 宗教

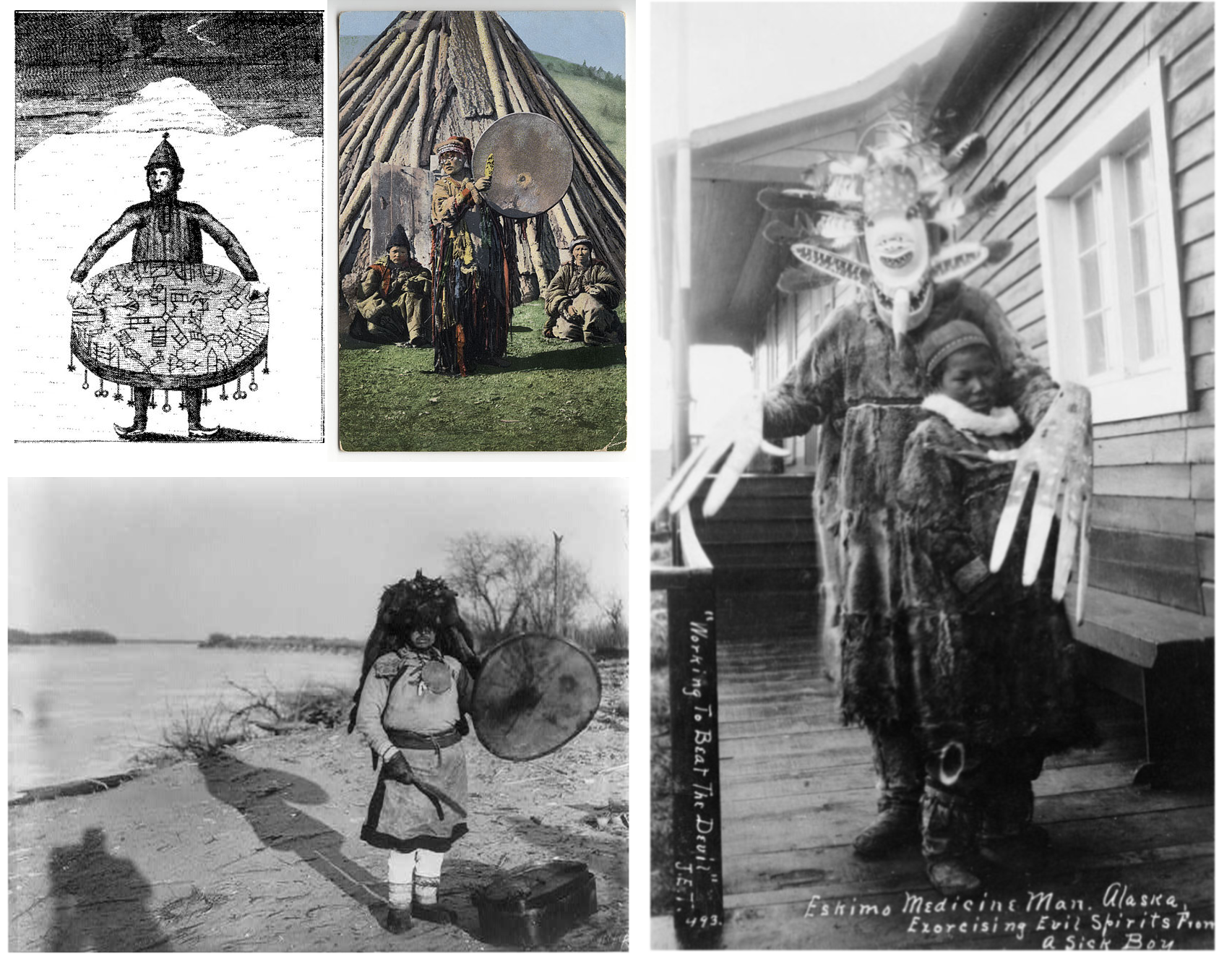
幾張相片，顯示不同文化中擔任類似人類世界與精神世界間中介者的人物。這類人在文獻中經常被稱為薩滿教巫師。

關於泛靈論是否僅是一種單一的、包含廣泛的宗教信仰，還是一種世界上許多不同文化中包含有許多不同神話的世界觀，仍存在分歧（且沒普遍共識）。這也引發關於泛靈論會或不會包含倫理主張的爭議：萬物有靈論是否完全忽略倫理問題；或透過賦予各種非人類自然元素以靈性或人格性，實際上就是提倡複雜的環境倫理。

### 概念

#### 泛靈論與泛神論的區別
泛靈論與泛神論不同，但兩者有時會混淆。此外，有些宗教既是泛神論，又是泛靈論。主要區別之一是，雖然泛靈論者相信一切本質上都是精神的，但他們不一定像泛神論者那樣將一切事物的精神本質視為一致（一元論）。因此，泛靈論更加強調每個個體靈魂的獨特性。在泛神論中，凡事都具有相同的精神本質，而非具有不同的精神或靈魂。

#### 拜物教/圖騰信仰
在許多泛靈論的世界觀中，人類通常被認為與其他動物、植物和自然力量大致立於平等的地位。

### 非洲原住民信仰
非洲傳統宗教：在撒哈拉以南非洲的大多數宗教傳統，基本上是種複雜的泛靈論模式，具有多神教和薩滿教元素以及祖先崇拜。
在北非，傳統柏柏爾信仰包括柏柏爾人的傳統多神教、泛靈論，以及在極少數的情況之下也有薩滿教。

### 源於亞洲的宗教

#### 源於印度的宗教

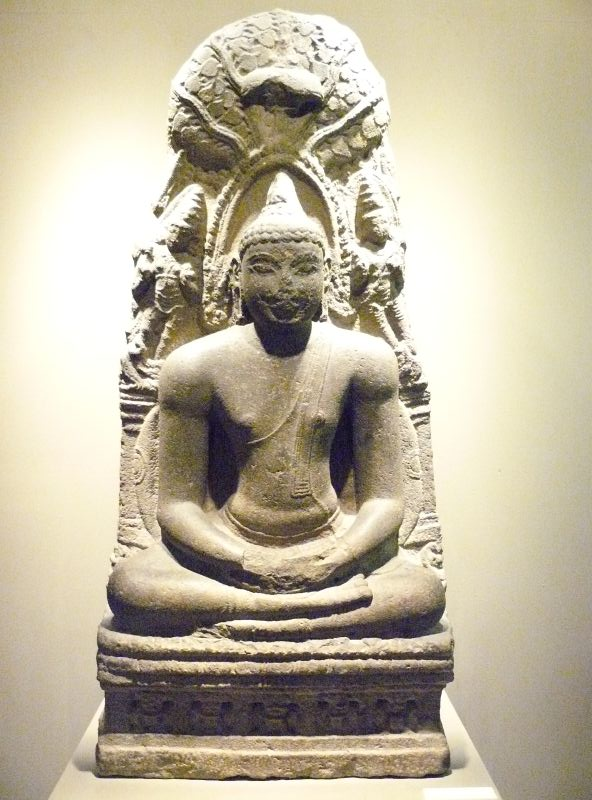
釋迦摩尼在菩提伽耶的摩訶菩提樹下打坐冥想雕像。

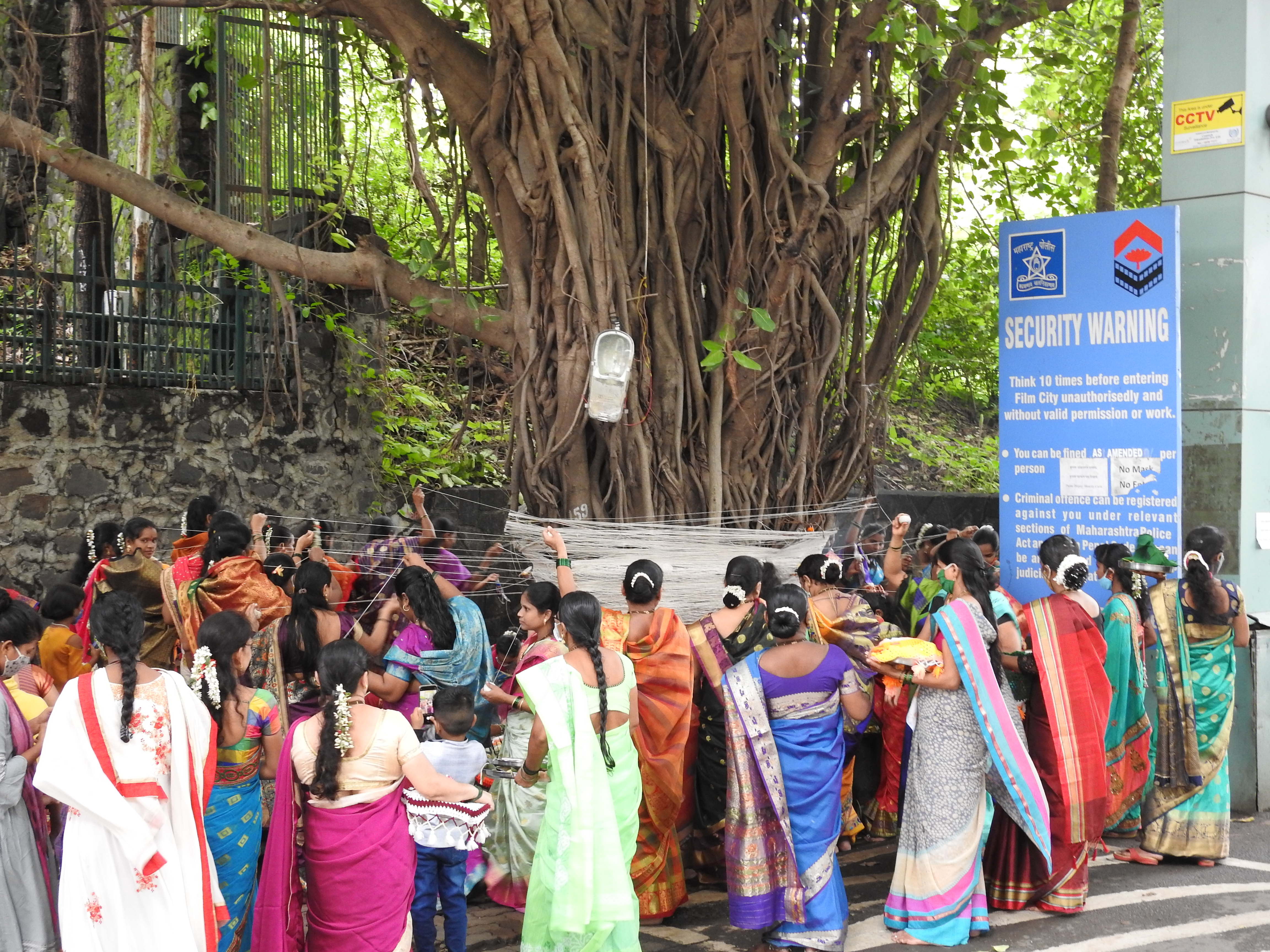
在印度教節日Vat Purnima，居住於尼泊爾、北印度及西印度的已婚婦女會在榕樹幹上繫絲線，以誌其與夫君之愛。

在源於印度宗教的印度教、佛教、耆那教和錫克教，其核心信仰體系都擁有泛靈論的自然崇拜和生態保護元素。
印度教的經典往事書中之一Matsya Purana（主談毘濕奴派）包含一梵語詩篇，此詩篇解釋尊重生態的重要性。其中寫道：“一個池塘等於十口井，一個水庫等於十個池塘，而一個兒子等於十個水庫，一棵樹等於十個兒子。”印度宗教中有樹的神話（例如摩訶菩提樹）和著名榕樹），有聖林，聖河及聖山等。
印度宗教中的聖樹稱為Panchavati，是包含五種樹木的神聖樹林，通常包含Vata（孟加拉榕）、Ashvattha（菩提樹）、Bilva（木橘）、Amalaki (餘甘子), Ashoka (無憂樹), Udumbara (聚果榕), Neem (印度苦楝樹) 和 Shami (Prosopis cineraria)。.

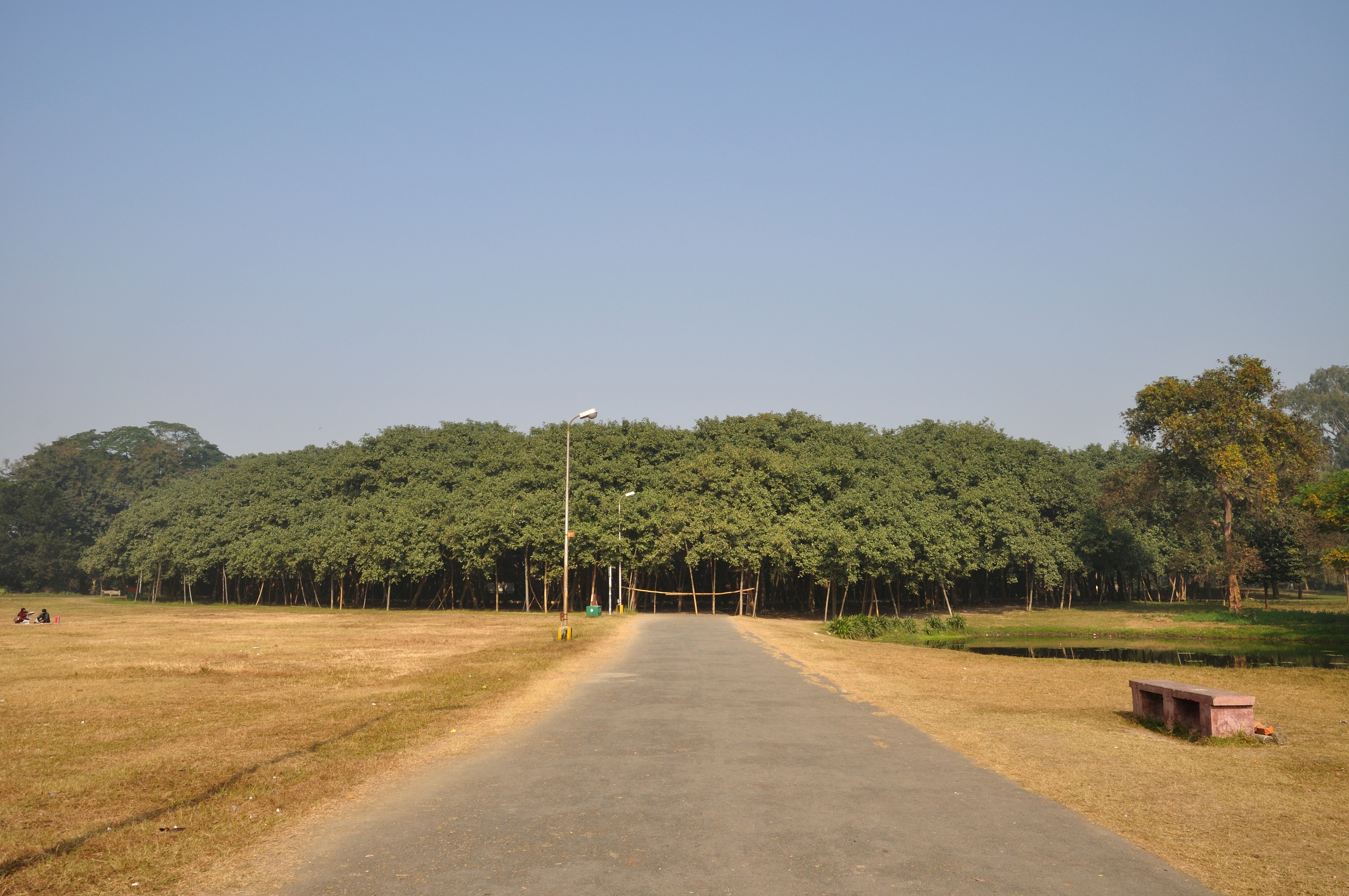
這株Thimmamma榕樹是聖樹，受各印度宗教，如印度教、佛教、耆那教和錫克教徒的崇敬。

印度幾個宗教傳統都把榕樹當作聖樹。孟加拉榕是印度國樹。Vat Purnima是個與榕樹有關的印度教節日。Thimmamma榕樹所在是印度宗教的聖地，這棵巨樹的枝葉覆蓋廣達五英畝，在1989年登上金氏世界紀錄，列為世界上最大的榕樹。
在印度教中，榕樹葉據說是神祇黑天休息之處。在《博伽梵歌》中，黑天說：“有棵榕樹，其根在上，樹枝在下，吠陀頌歌就是它的葉子。知道這棵樹的人就是了解吠陀的人。” (博伽梵歌15.1) 在梵歌中，物質世界被描述為一棵樹，它的根在上，樹枝在下。我們有一樹根在上的經驗：如果一人站在河岸或水庫之邊，他可看到映在水中的樹木是顛倒的。同樣，這個物質世界是精神世界的反映。物質世界只是現實的影子。影子裡沒有真實，沒有實質，但看著影子，我們可察覺到有實質，有真實。
佛教的巴利三藏（又稱巴利文大藏經）中引用榕樹多次。典型的隱喻是暗示榕樹的附生性質，把榕樹取代宿主樹比擬為人類遭到感官慾望（欲樂kāma）克服的情況。
住在印度錫金邦及尼泊爾的絨巴族的傳統信仰 - 蒙教
（Mun，也稱為Munism 或 Bongthingism）是融有多神論、泛靈論、薩滿教的綜攝。
薩納馬希教是印度東北部曼尼普爾邦的梅泰族的一個種族宗教。它是一種多神論和泛靈論的宗教，以梅泰族信仰中最重要的神靈Lainingthou Sanamahi命名。

#### 日本和神道教
神道教（包括琉球神道），是日本傳統的民間信仰，具有許多泛靈論成分。

#### 卡拉什人
巴基斯坦北部的卡拉什人信奉一種古老的泛靈信仰，這種信仰被認為是種古老模式的印度教。

#### 韓國
朝鮮巫教（也稱Muism）是韓國本土信仰，具有許多泛靈論成分。

#### 菲律賓原住民信仰

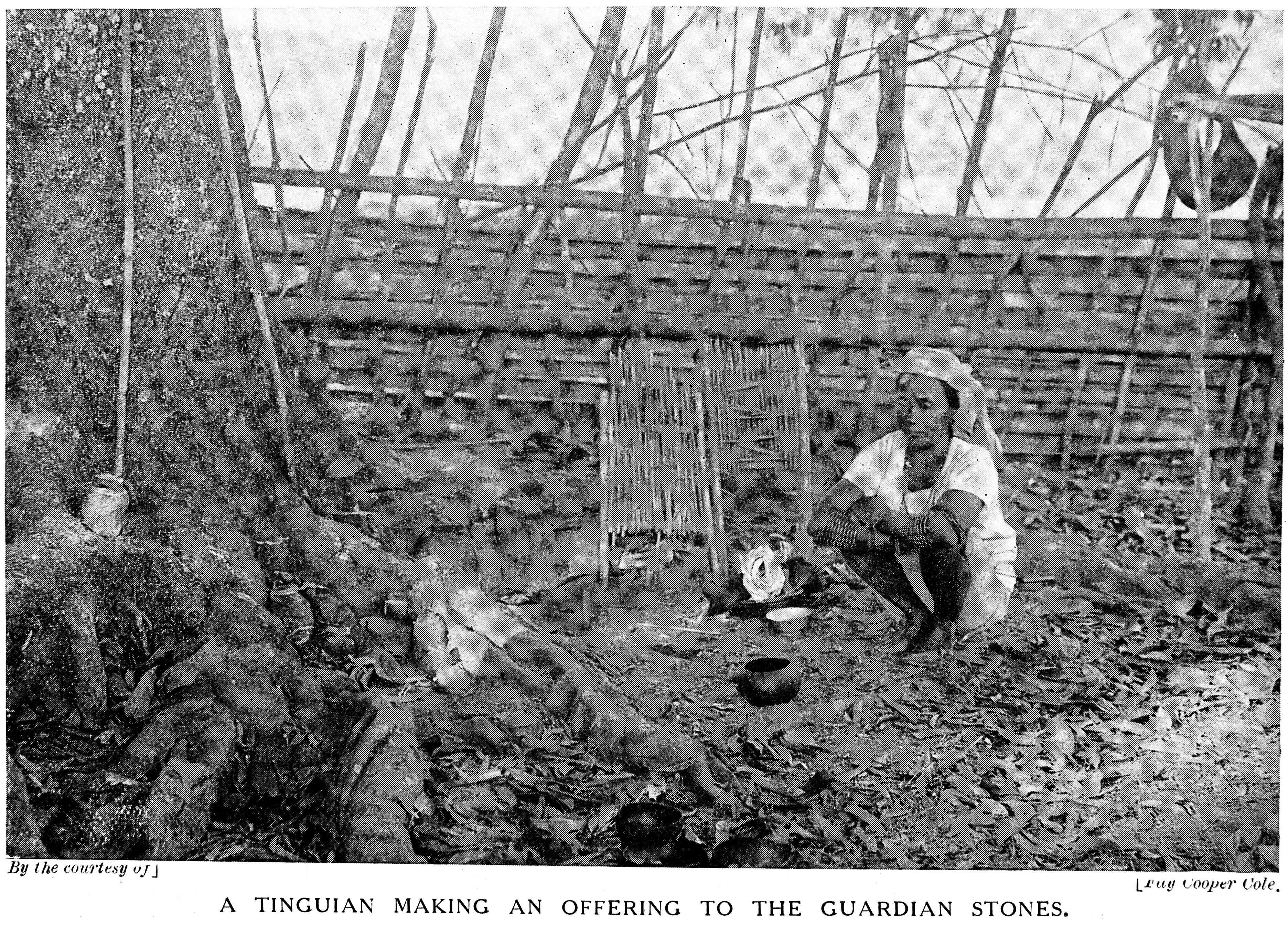
一位菲律賓伊特內哥族的巴貝蘭為被稱為apdel的神靈（菲律賓）奉上祭品（攝於1922年）.

在菲律賓原住民信仰、菲律賓殖民時期前信仰和菲律賓神話之中，泛靈論在當地各式原住民信仰中均有其核心地位，如對神靈（菲律賓）（Anito）和巴塔拉（菲律賓）（Bathala ）的信仰，以及他們對菲律賓原住民聖廟及聖地的崇敬及保護所顯示。
Anito（字面意義為“[祖先] 精神”）指的是菲律賓各種原住民間信仰，由被稱為巴貝蘭的女性或女性化的男性巫師所領導。這種信仰相信精神世界與物質世界並存並相互作用，以及相信萬物，從岩石和樹木到動物和人類，再到自然現象皆有靈。
在菲律賓原住民信仰中，Bathala是萬能之神，此名源自梵語中印度教至尊神巴塔拉上師（bhattara，或稱Batara Guru），是印度教神祇中毘濕奴的十個化身之一。無所不能的Bathala還居於Anito之上。Anito，如同印度教神祇阿耆尼，具有凡人與神靈之間中介的功能；出於這個原因，無論崇拜者想要祈禱的神靈是什麼，Anito總會最先受到召喚，同時也是首位接受供品者。

#### 印尼原住民信仰
「Hyang」（香 (超自然力量)）這個字與一千年前在古代爪哇島和巴厘島發展出的古巽他族信仰、喀嘉文信仰和巴厘島印度教有廣泛的聯繫。這個字根源於印尼群島的原住民的泛靈論和物力論。在印度教、佛教和伊斯蘭教傳入之前，當地人崇敬祖先的神靈。他們也認為某些神靈可能會居住在例如大樹、石頭、森林、山脈或任何神聖之處。 “Hyang”被認為是印尼群島本土發展起來的概念，而非來自印度的宗教。

#### 亞伯拉罕諸教
泛靈論也對亞伯拉罕諸教產生影響。
舊約聖經和智慧文學宣揚上帝無所不在（耶利米23:24；箴言15:3；列王紀上 8:27，以弗所書4:6）。上帝在他兒子耶穌的道成肉身中現身。（約翰福音1:14，歌羅西書2:9）。
隨著對生態保護意識的提高，最近像馬克·華萊士的神學家主張萬物有靈論的基督教採用生物中心主義的做法，即理解上帝存在於地球上所有事物，例如動物、樹木和岩石之中。

#### 前伊斯蘭時期阿拉伯宗教
前伊斯蘭時期阿拉伯宗教包含阿拉伯人的傳統多神論、泛靈論，在極少數情況下，還包括薩滿教。在阿拉伯宗教體系中占主導地位的無形鎮尼，類似西方世界的精靈，很難符合嚴格意義上的泛靈論的描述。鎮尼被認為類似於人類的靈魂，過著與人類一樣的生活，但它們與人類的靈魂不完全一樣，也不是死者的靈魂。:{{{1}}}尚不清楚這種對鎮尼的信仰是源於游牧民族或是定居民族。:{{{1}}}

### 新異教主義和新紀元運動
包括生態異教信仰者在內的一些新異教主義團體將自己描述為泛靈論者，這表示他們尊重與人類共享世界和宇宙的多樣生物和精神群體。ref>Pizza, Murphy, and James R. Lewis. 2008. Handbook of Contemporary Paganism. pp. 408–09.</ref>
由於新紀元運動堅持自然精神的存在，通常展現出泛靈論的特徵。

### 薩滿教
在薩滿教中，負責儀式的薩滿巫師是被認為可進入並召喚善惡精神世界的人，這類人通常在儀式時會進入恍惚狀態，並進行占卜和療癒的事。
根據羅馬尼亞籍宗教史學家米爾恰·伊利亞德的說法，薩滿教具有一個前提，即薩滿巫師是人類世界和精神世界間的中介或是信使。據說薩滿巫師透過修復靈魂來治療疾病和病痛。減輕靈魂或精神的創傷可讓人的身體恢復平衡和完整。薩滿還會進入超自然領域或維度，以獲得解決困擾社區問題的方案。薩滿巫師可進入其他世界或維度，為被誤導的靈魂提供指導，以將外來元素引起的人類靈魂疾病改善。薩滿巫師主要針對精神世界運作，進而改善人類實體世界。消除不適而讓人體回覆平衡。
但艾布拉姆對薩滿巫師的角色理解，比諸伊利亞德所提出的，並不著重在超自然，而是在生態方面。根據艾布拉姆在印尼、尼泊爾和美洲的田野研究，他認為在萬物有靈的文化中，薩滿巫師主要是作為人類和超越人類的活躍物體 - 如當地動物、植物和地貌（山脈、河流、森林、風和天氣模式，所有這些都被認為有自己特定的感情）之間的中介。因此，薩滿巫師能治愈個別人類的疾病（或不平衡）的能力是源於他們能持續地平衡人類與人類所處環境內既有，更廣泛的有生命群體之間的互惠之後的副產品。

## 泛靈者的生活

### 非人類動物
泛靈論相信“所有生物都有靈魂”，因此泛靈論思想的核心關注點是如何食用動物，或以其他方式維持人類的生存。非人類動物的行為被視為“有意、有計劃和有目的”，它們被理解為個體，因為它們都活著，並且與他個體交流。
在泛靈論追隨者的世界觀中，非人類動物被理解為參與人類的親屬關係和儀式，以及擁有自己的親屬關係和儀式。哈維舉出一個泛靈論者對動物行為理解的例子，此例發生在1996年在紐芬蘭島加拿大原住民保留區舉行的米格瑪族帕瓦；一隻老鷹飛過現場，在中央擊鼓區上空盤旋。聚集的參與者高呼kitpu（“鷹”），表達對這隻鳥的歡迎並讚賞老鷹的美麗，他們後來表達，認是為這隻老鷹也贊同米格瑪族的活動及回歸傳統精神活動。

### 植物相
一些泛靈論者還將植物和真菌的生命視為與人相同，並與其互動。人類與這些植物和真菌之間最常見的互動是前者收集後者作為食物，而對泛靈論者來說，這種互動必須帶有敬意來進行。哈維舉出紐西蘭毛利人的例子，他們常在挖蕃薯時會吟唱卡拉奇亞；這樣做的同時，毛利人會意識到自己和蕃薯之間的親屬關係，而兩者是早期共乘獨木舟一起抵達奧特亞羅瓦（紐西蘭）。
在其他案例，泛靈論者認為，與擬人的植物和真菌的互動會導致與未知，或原本根本不知有存在事物的交流。例如有些現代異教徒會與特定的樹木建立關係，這些樹木被認為會賜予知識或實體禮物，例如花、樹汁、或可用作薪材或製成魔杖；而異教徒會提供奠祭，如蜂蜜酒或麥酒、指頭上一滴血或一縷羊毛作為回報。

### 神靈
泛靈論也會與無實體精神建立關係。

## 其他用法
在宮崎駿的動畫電影中也發現具有泛靈論的世界觀。

### 資料來源
- Abram, David. . New York: Pantheon Books. 1996. ISBN 9780679438199.
- Adler, Margot.  Revised. London: Penguin. 2006 [1979]. ISBN 978-0-14-303819-1.
- Armstrong, Karen. . Ballantine Books. 1994.
- Bird-David, Nurit. . Current Anthropology. 2000, 41 (S1): 67–91. doi:10.1086/200061 .
- Curtis, Ashley. . Zürich: Kommode Verlag. 2018.
- Dean, Bartholomew. . Gainesville: University Press of Florida. 2009  [2023-01-01]. ISBN 978-0-8130-3378-5. （原始内容存档于2011-07-17）.
- Fernandez-Armesto, Felipe. . Dorling Kindersley. 2003.
- Forbes, Andrew; Henley, David. .  1. Chiang Mai: Cognoscenti Books. 2012.
- Guthrie, Stewart. . Current Anthropology. 2000, 41 (1): 106–107. JSTOR 10.1086/300107. PMID 10593728. S2CID 224796411. doi:10.1086/300107.
- Harvey, Graham. . London: Hurst & Co. 2005. ISBN 978-0-231-13701-0.
- Insoll, Timothy. . London: Routledge. 2004. ISBN 978-0-415-25312-3.
- Lonie, Alexander Charles Oughter. . Baynes, T.S.  (编).  2 9th. New York: Charles Scribner's Sons: 55–57. 1878.
- Segal, Robert. . Oxford University Press. 2004.
- .  6th. Bartleby.com Inc. 2007. （原始内容存档于2007-02-09）.

## 進一步閱讀
- Abram, David. 2010. Becoming Animal: An Earthly Cosmology (New York: Pantheon Books)
- Badenberg, Robert. 2007. "How about 'Animism'? An Inquiry beyond Label and Legacy." In Mission als Kommunikation: Festschrift für Ursula Wiesemann zu ihrem 75, Geburtstag, edited by K. W. Müller. Nürnberg: VTR (ISBN 978-3-937965-75-8) and Bonn: VKW (ISBN 978-3-938116-33-3).
- Hallowell, Alfred Irving. 1960. "Ojibwa ontology, behavior, and world view." In Culture in History, edited by S. Diamond. (New York: Columbia University Press). 
  - Reprint: 2002. Pp. 17–49 in Readings in Indigenous Religions, edited by G. Harvey. London: Continuum.
- Harvey, Graham. 2005. Animism: Respecting the Living World. London: Hurst & Co.
- Ingold, Tim. 2006. "Rethinking the animate, re-animating thought." Ethnos 71(1):9–20.
- Käser, Lothar. 2004. Animismus. Eine Einführung in die begrifflichen Grundlagen des Welt- und Menschenbildes traditionaler (ethnischer) Gesellschaften für Entwicklungshelfer und kirchliche Mitarbeiter in Übersee. Bad Liebenzell: Liebenzeller Mission. ISBN 3-921113-61-X.
  - mit dem verkürzten Untertitel Einführung in seine begrifflichen Grundlagen auch bei: Erlanger Verlag für Mission und Okumene, Neuendettelsau 2004, ISBN 3-87214-609-2
- Quinn, Daniel. [1996] 1997. The Story of B: An Adventure of the Mind and Spirit. New York: Bantam Books.
- Thomas, Northcote Whitridge. . Chisholm, Hugh  (编).  2 (第11版). London: Cambridge University Press: 53–55. 1911.
- Wundt, Wilhelm. 1906. Mythus und Religion, Teil II. Leipzig 1906 (Völkerpsychologie II)
- 弗雷澤（Frazer.J.G），《金枝》，1991年，台北市，久大出版社，ISBN：957-551-233-2
- 楊冠政，《人類環境倫理信念的演進》

## 外部連結
- Animism （页面存档备份，存于）, Internet Encyclopedia of Philosophy
- Animism, Rinri, Modernization; the Base of Japanese Robotics （页面存档备份，存于）
- Urban Legends Reference Pages: Weight of the Soul
- Animist Network